# Черния кос
 Тази статия е за вилната зона в София, България.  За местността в Самоков вижте Черният кос.  
Вилна зона „Черния кос“ е квартал на град София, България, разположен в район „Витоша“, на 10,7 километра югозападно от центъра на града.
Разположен е северозападно от шосето София – Перник и граничи с вилна зона „Люлин“ на северозапад, а в другите посоки е ограден от невключени в квартали части на планината Люлин.